# Écalles-Alix

Écalles-Alix este o comună în departamentul Seine-Maritime, Franța. În 1 ianuarie 2022 avea o populație de 547 de locuitori.